# Ralph Firman
Ralph David Firman Jr. (Norwich (Norfolk), 20 mei 1975) is een Brits autocoureur die onder de vlag van Ierland rijdt omdat zijn moeder Angela Iers is. In het begin van zijn carrière reed hij wel onder de Britse vlag. Zijn vader Ralph Firman Sr. is oprichter van het raceauto bedrijf Van Diemen.
Hij zat op de Gresham's School tussen 1988 en 1993. Daarna ging hij de racerij in. Hij won de British F3 in 1996 in zijn tweede seizoen. Hij won ook de Formule 3 race in Macau. Daarna ging hij naar Japan waar hij de Formule Nippon won in 2002. Na dit succes ging hij terug naar Europa in de Formule 1 bij Jordan. Hij verscheen 14 keer aan de start. Tijdens de Grand Prix van Spanje wist hij een puntje te pakken. Later dat seizoen crashte hij hard in Hongarije en moest een race vervangen worden door Zsolt Baumgartner.
Ralph deed hierna ook mee tijdens de 24 uur van Le Mans en hij was officieel testcoureur voor A1 Team Ierland in de A1GP in 2004. Hij reed voor dit team ook de allereerste A1GP races. In het seizoen 2007-2008 kreeg hij ook 2 caps, voordat hij werd vervangen door Adam Carroll.